# Убеженское сельское поселение
Убеженское сельское поселение — муниципальное образование в Успенском районе Краснодарского края России.
В рамках административно-территориального устройства Краснодарского края ему соответствует  Убеженский сельский округ.
Административный центр — станица Убеженская.

## Население
| 2002  | 2010  | 2012  | 2013  | 2014  | 2015  | 2016  |
| ----- | ----- | ----- | ----- | ----- | ----- | ----- |
| 2276  | ↘1938 | ↗1967 | ↗1975 | ↘1943 | ↘1925 | ↘1922 |
| 2017  | 2018  | 2019  | 2020  | 2021  | 2023  |       |
| ↗1949 | ↘1921 | ↘1893 | ↘1856 | ↗1966 | ↘1956 |       |

## Населённые пункты
В состав сельского поселения (сельского округа) входят 4 населённых пункта:
| № | Населённый пункт | Тип населённого пункта | Население (чел.) |
| - | ---------------- | ---------------------- | ---------------- |
| 1 | Державный        | хутор                  | ↘377             |
| 2 | Западный         | хутор                  | ↘225             |
| 3 | Новенький        | хутор                  | ↘196             |
| 4 | Убеженская       | станица                | ↘1140            |